# Tala, Jalisco
Tala är en ort i Mexiko.   Den ligger i kommunen Tala och delstaten Jalisco, i den centrala delen av landet, 500 km väster om huvudstaden Mexico City. Tala ligger 1 338 meter över havet och antalet invånare är 30 942.
Terrängen runt Tala är varierad. Runt Tala är det tätbefolkat, med 659 invånare per kvadratkilometer. Tala är det största samhället i trakten. I omgivningarna runt Tala växer huvudsakligen savannskog.